# 安藤三郎 (政治家)
安藤 三郎（あんどう さぶろう、1922年（大正11年）1月11日 - 1998年（平成10年）2月1日）は、昭和から平成時代の政治家。岐阜県瑞浪市長。

## 経歴
岐阜県出身。1946年（昭和21年）岐阜農林専門学校卒業。
1946年（昭和21年）土岐郡日吉村農地調査会書記、1963年（昭和38年）瑞浪市総務課長、1975年（昭和50年）総務部長、1977年（昭和52年）収入役、1980年（昭和55年）助役を経て、1987年（昭和62年）7月、瑞浪市長に無投票で当選した。
2期務め、1995年（平成7年）7月に引退した。